# Euptera pluto
Euptera pluto es una especie de  Lepidoptera, de la familia Nymphalidae,  subfamilia Limenitidinae, tribu Adoliadini, pertenece al género Euptera.

## Subespecies
- Euptera pluto pluto
- Euptera pluto primitiva (Hancock, 1984)
- Euptera pluto occidentalis (Chovet, 1998)

## Localización
Esta especie de Lepidoptera y las subespecies, se encuentran localizadas en Camerún, Gabón y Zaire (África).